# Mokpo
Mokpo (del coreano: 목포), oficialmente Ciudad de Mokpo (en coreano: 목포시, Mokpo-si), es una ciudad en la provincia de Jeolla del Sur al suroeste de la república de Corea del Sur. Está ubicada al sur de Seúl a unos 330 km (línea recta) y a 7 km al oeste de Namak. Su área es de 50,06 km² y su población total es de 245.446 (2011).
La ciudad se conecta con Seúl y otras ciudades por trenes. 

## Administración
La ciudad de Mokpo se divide en 22 distritos (dong).

### Gobierno regional
Mokpo inició su gobierno local en 1994. En julio de 1995 inauguró su primer alcalde, Gwon I Dam, que había sido presidente de la corporación de radiodifusión Munhwa Mokpo. 
La ciudad había tenido gran problema en asegurar suministro de agua ya que el río Yeongsan sufrió contaminación y otra cuenca necesitaba desallorarse con el fin de llevar a la región. Entonces, Gwon centrara en mejorar el suministro de agua de la ciudad. 
En el posterior de 1990s, el gobierno de Corea del Sur trató de iniciar gran diálogo entre Pionyang por el presidente Kim Dae-Jung cuyo pueblo natal es Mokpo. En 2000, el alcalde proporcionó oficialmente la ayuda a Corea del Norte en forma de envíos de arroz.
Sin embargo, Gwon entró en conflicto con los líderes del Partido Demócrata por las prácticas electorales justas, lo que le hizo abandonar el partido. Presentó una demanda contra el Partido Demócrata que luego fue rechazado por el tribunal local.
Jeon Tae Hong, el siguiente alcalde falleció repentinamente en 2005.
Tras su muerte, Jeong Jong-deuk fue elegido alcalde, prometiendo la protección de la industria turística. Como nuevo barrio empezó desallorarse, el original centro experimentó la salida de la población. Pues Jeong estableció su objeto de revivir el centro antiguo bajo el eslogan de “La ciudad de la luz” Jeong fue reelegido en 2006 y, durante su segundo mandato, la ciudad recibió varios premios civiles y turísticos. Se enfrentó a las críticas de la prensa local sobre la capacidad de Mokpo para atraer a la gente a la ciudad y cambiar las actitudes respecto a la desequilibrada economía de la ciudad.

### Integración
La ciudad tiene su escalo casi más pequeño en Corea del Sur, resultando un retraso de crecimiento regional. En 2004, grupos civiles promovieron la integración de las tres comunidades adyacentes: Sinan, Muan y Mokpo. El 25 de 2009, el ayuntamiento de Mokpo presentó oficialmente un plan para fusionarse en una sola administración central, pero el plan fue rechazado por las objeciones de la comunidad.

## Etimología
El nombre Mokpo primeramente aparece en la parte del rey Taejo(r. 1392-1398) en los Anales de Joseon, la compilación historia de los reyes durante la dinastía Joseon y otro libro histórico Goryeosa(en hangul: 고려사, literalmente la historia de Goryeo. Cómo este nombre se busca en los libros del siglo 14, presumen se ha usado desde la dinastía Koryo. (el estado soberano previo de Joseon)
El origen de nombre principalmente tiene unas teorías: po tiene un significado de un puerto pues 1) un puerto con muchos árboles (Mok) 2) un puerto con muchas algodones (en coreano: 목화, mokhwa), 3) un puerto en la ruta de conectar el mar al río Yeongsan. Entre las, el instituto de geografía nacional de Corea del Sur dice la tercera teoría tenga una posibilidad más grande.

## Historia
La ciudad tiene sus primeros tiempos como la parte de Mahan, uno de tres grandes principados (Mahan, Jinhan y Byeonhan) en la región central y sur de la península coreana. Bajo el control de Baekje se le conoció como una localidad del condado "Mul-a-hye" 물아혜(勿阿兮) y una localidad de Mujinju (무진주) durante Silla unificada. En 946 se convirtió con el nombre de Mul-ryang (물량군).

### Joseon
Durante la dinastía Joseon, el campamento de Mokpo (en hangul: 목포진) fue establecido. En 1439, otro campamento llamado Manho-jin (만호진) fue encargado con el fin de manejar 12 principales islas alrededor de Mokpo. Ahora Manho-dong tiene su origen en este campamento como un distrito. 
La invasiones japonesas subieron la importancia de los puertos a lo largo del sur de Corea. Después de la victoria en la batalla de Myeongyang, el general Yi Sun-sin utilizó esta región para asegurar alimentos de los soldados y reparar los barcos navales.

### Imperio de Corea
El 1 de octubre de 1897, Mokpo abrió su puerto a otros países después Incheon y Busan. Desde ese momento, la población japonesa subió dramáticamente y se establecieron el órgano autónomo para los japoneses. Según los datos, los números japoneses se hicieron desde 206 hasta 4,655 en 1916.
Japón pensaba este aérea mantenga unas ventajas geográficas porque se ubica entre unos puertos japoneses como Nagasaki y China continental. Además, la región (ahorita la parte de Honam, las dos provincias de Jeolla) tenga la fama de producir gran cantidad de los alimentos incluso arroz. Los japoneses gradualmente compran los cultivos agrícolas cercanas desde 1907, que había estado ilegal. Era posible el gobierno coreano imperial puso las cargas pocas con unas sumas no muy caras.
Mokpo jugaba su papel como conectar la tierra a otras islas y contados incluso Wando y Jeju. Como están más que 1,000 islas a lo largo de la costa suroeste en la peninsular coreana, era considerado muy importante. 
En 1914, la línea de Honam del tren fue completado por conectarse a Daejeon. Y en el mismo año Mokpo-bu fue dividido a unas secciones administrativas. En 1918, los colonialistas establecieron unas facilidades fundamentales con el fin de producir y exportar gran cantidad de los productos en unos sitios como Mokpo y Iksan. En 1932, la ciudad tuvo 60 000 población, haciéndose la sexta grande ciudad en Corea con sus productos de algodón, arroz, sal y los mariscos.

## Transporte
Debido al lugar donde se encuentra y a su importancia la ciudad cuenta con prácticamente todo tipo de movilidad, ya se en tierra por autos, buses y ferrocarril, como por mar y por aire, el aeropuerto se encuentra a solo 6 km del centro de la ciudad, se puede llegar por barco o por bus.

## Geografía
Mokpo se asienta en la parte sur de la península de Muan. La característica geográfica significativa es la montaña Yudal (228m) en el centro del casco antiguo. La montaña es orgullo de la ciudad y es apodada como Gaegol (개골), que significa raro en forma de rocas y picos. La existencia de dique naturales sirve para el alojamiento de varios tipos de buque.

## Clima
El clima de la ciudad se destaca por un corto periodo de otoño y primavera. Es fría y seca en el invierno y cliente y húmeda en el verano. Cae mucha lluvia en el verano con un promedio de 1163mm. Es usualmente ventosa y nubada en la primavera y el otoño. El largo período sin nieve (223 días) crea las condiciones adecuadas para el cultivo de arroz. Sin embargo, su ubicación litoral y la influencia del clima continental de la ciudad a menudo causa una gran disparidad entre la subida y bajada de las temperaturas diarias y anuales.
Otra de las características del clima local es el más alto nivel de luz solar en Corea, lo que significa una gran probabilidad de mantener la luz del sol en las plantas de energía e industrias.
| Parámetros climáticos promedio de Mokpo (1981−2010) | Parámetros climáticos promedio de Mokpo (1981−2010) | Parámetros climáticos promedio de Mokpo (1981−2010) | Parámetros climáticos promedio de Mokpo (1981−2010) | Parámetros climáticos promedio de Mokpo (1981−2010) | Parámetros climáticos promedio de Mokpo (1981−2010) | Parámetros climáticos promedio de Mokpo (1981−2010) | Parámetros climáticos promedio de Mokpo (1981−2010) | Parámetros climáticos promedio de Mokpo (1981−2010) | Parámetros climáticos promedio de Mokpo (1981−2010) | Parámetros climáticos promedio de Mokpo (1981−2010) | Parámetros climáticos promedio de Mokpo (1981−2010) | Parámetros climáticos promedio de Mokpo (1981−2010) | Parámetros climáticos promedio de Mokpo (1981−2010) |
| Mes                                                 | Ene.                                                | Feb.                                                | Mar.                                                | Abr.                                                | May.                                                | Jun.                                                | Jul.                                                | Ago.                                                | Sep.                                                | Oct.                                                | Nov.                                                | Dic.                                                | Anual                                               |
| --------------------------------------------------- | --------------------------------------------------- | --------------------------------------------------- | --------------------------------------------------- | --------------------------------------------------- | --------------------------------------------------- | --------------------------------------------------- | --------------------------------------------------- | --------------------------------------------------- | --------------------------------------------------- | --------------------------------------------------- | --------------------------------------------------- | --------------------------------------------------- | --------------------------------------------------- |
| Temp. máx. media (°C)                               | 6.1                                                 | 7.8                                                 | 12.0                                                | 17.8                                                | 22.3                                                | 25.7                                                | 28.3                                                | 30.1                                                | 26.7                                                | 22.0                                                | 15.2                                                | 9.0                                                 | 18.6                                                |
| Temp. media (°C)                                    | 1.7                                                 | 2.9                                                 | 6.7                                                 | 12.3                                                | 17.3                                                | 21.4                                                | 24.8                                                | 26.1                                                | 22.2                                                | 16.6                                                | 10.2                                                | 4.4                                                 | 13.9                                                |
| Temp. mín. media (°C)                               | −1.5                                                | −0.7                                                | 2.8                                                 | 8.1                                                 | 13.3                                                | 18.1                                                | 22.3                                                | 23.2                                                | 18.8                                                | 12.5                                                | 6.3                                                 | 0.8                                                 | 10.3                                                |
| Precipitación total (mm)                            | 33.2                                                | 42.4                                                | 60.0                                                | 69.3                                                | 89.2                                                | 173.1                                               | 236.7                                               | 192.6                                               | 147.5                                               | 46.9                                                | 43.4                                                | 29.3                                                | 1163.6                                              |
| Días de precipitaciones (≥ 0.1 mm)                  | 11.6                                                | 9.5                                                 | 9.7                                                 | 8.4                                                 | 9.4                                                 | 10.4                                                | 13.5                                                | 12.4                                                | 8.9                                                 | 6.5                                                 | 8.4                                                 | 10.2                                                | 118.9                                               |
| Horas de sol                                        | 143.3                                               | 154.5                                               | 184.1                                               | 204.9                                               | 216.3                                               | 171.3                                               | 158.0                                               | 204.5                                               | 179.5                                               | 209.4                                               | 166.4                                               | 143.2                                               | 2135.4                                              |
| Humedad relativa (%)                                | 68.7                                                | 69.0                                                | 67.8                                                | 68.0                                                | 72.5                                                | 77.8                                                | 83.7                                                | 80.3                                                | 75.8                                                | 69.2                                                | 67.6                                                | 68.7                                                | 72.4                                                |
| Fuente: Korea Meteorological Administration         |                                                     |                                                     |                                                     |                                                     |                                                     |                                                     |                                                     |                                                     |                                                     |                                                     |                                                     |                                                     |                                                     |

## Ciudades hermanas
- Yeongju desde 1998 [15]
- Changwon desde 1998 (en ese momento, la ciudad de Masan. Luego Masan se fue integrado a Changwon[16]
- Distrito Seodaemun, Seúl desde 2005[17]
- Cheongju desde 2008[18]
- Seongnam desde 2009[19]
- Hammerfest desde 1962[20]
- Beppu desde 1984[21]
- Lianyungang desde 1992[22]
- Xiamen desde 2006[23]